# Xistra sagittata
Xistra sagittata är en insektsart som först beskrevs av Bolívar, I. 1887.  Xistra sagittata ingår i släktet Xistra och familjen torngräshoppor. Inga underarter finns listade i Catalogue of Life.